# ABS GROUP
ABS GROUP – торговая и инвестиционная группа компаний в области автомобильной индустрии, гостиничного сервиса и строительства. Основана в 1995 году.
История
Группа компаний начала деятельность в 1995 году как розничная торговля автозапчастями под брендом ABS-AUTO. Первые прямые партнёрские соглашения были заключены в 1998 году с концернами SACHS и LEMFÖRDER, с расширением поставок на рынки СНГ.
В 1999 году компания начала сотрудничество с международными брендами ATE, BOSCH, CONTINENTAL и MAHLE. Дальнейшее развитие включало альянсы с SKF (2001), ELF (2004), Schaeffler Group (2010) и Daimler / Mercedes-Benz (2013).
События в истории холдинга:
·        строительство и открытие отеля «Park Hotel Stavropol» (2009), знаменовавшее диверсификацию бизнеса;
·        партнёрство с командой Formula 1 (2014);
·        запуск дилерских центров премиальных марок, включая Mercedes-Benz (2013) и Jaguar Land Rover (2017);
·        регистрация собственного бренда ABSEL (2021) с последующим запуском производства автокомпонентов.
В 2024 году группа расширила присутствие на рынке, открыв дилерские центры Hongqi, Geely, Huawei (SERES/AITO), Li Auto.
Деятельность
Основные направления:
1. автомаркет: дистрибуция автокомпонентов;
2. дилерские центры и сервисное обслуживание;
3. HoReCa: гостиничный бизнес и рестораны (включая Me Sochi);
4. строительство: реализация инфраструктурных проектов.
География
Филиалы расположены в Москве, Казани, Сочи, Краснодаре, Ростове-на-Дону, Пятигорске, Новороссийске, Санкт-Петербурге, Ставрополе, Владикавказе и Махачкале.
Ссылки
Официальный сайт ABS-GROUP https://abs-group.ru/. 
1. ↑  ABS GROUP. abs-group.ru. Дата обращения: 19 августа 2025.
2. ↑  ABS GROUP. abs-group.ru. Дата обращения: 19 августа 2025.
3. ↑  ABS GROUP. abs-group.ru. Дата обращения: 19 августа 2025.
4. ↑  ABS GROUP. abs-group.ru. Дата обращения: 19 августа 2025.
5. ↑  ABS GROUP. abs-group.ru. Дата обращения: 19 августа 2025.
6. ↑  ABS GROUP. abs-group.ru. Дата обращения: 19 августа 2025.
7. ↑  ABS GROUP. abs-group.ru. Дата обращения: 19 августа 2025.